# Hemerobius obscurus
Hemerobius obscurus is een insect uit de familie van de bruine gaasvliegen (Hemerobiidae), die tot de orde netvleugeligen (Neuroptera) behoort. 
Hemerobius obscurus is voor het eerst wetenschappelijk beschreven door Müller in 1764.